# Эхо (альманах)
«Э́хо» — альманах, выходивший в Москве в 1830 и 1831 году.

## История
Литературный альманах «Эхо» выходил в Москве в 1830 и 1831 году.
Состоял из двух разделов: «Проза» и «Стихи».
В альманахе были напечатаны повести, отрывки из романов и стихотворения без указания автора и переводы из произведений Горация, Мицкевича, Мольера, Шиллера.